# De Dion-Bouton Type DE 1
Der De Dion-Bouton Type DE 1 ist ein Pkw-Modell aus der Anfangszeit des 20. Jahrhunderts. Hersteller war De Dion-Bouton aus Frankreich.

## Beschreibung
Die Zulassung durch die nationale Zulassungsbehörde erfolgte am 28. November 1911. Damit brachte der Hersteller nach einigen Jahren Pause wieder ein Modell mit einem kleinen Einzylindermotor auf den Markt. Der Type DE 2 ist ähnlich konzipiert, hat aber einen Zweizylindermotor.
Der De-Dion-Bouton-Einzylindermotor hat 84 mm Bohrung, 130 mm Hub, 720 cm³ Hubraum, war damals in Frankreich mit 6 Cheval fiscal (Steuer-PS) eingestuft und leistet etwa genauso viel PS. Er ist vorne im Fahrgestell montiert und treibt über ein Dreiganggetriebe und eine Kardanwelle die Hinterräder an. Der Wasserkühler ist direkt vor dem Motor hinter einem deutlich sichtbaren Kühlergrill.
Die Basis bildet ein Pressstahlrahmen. Der Radstand beträgt 1950 mm, die Spurweite 1150 mm. Eine Fahrzeuglänge von 2920 mm ist bekannt. Die Vorderräder haben zehn Speichen, die Hinterräder zwölf.
Bekannt sind Aufbauten als Phaeton, die Anzeichen einer Torpedokarosserie zeigen.
Das Modell wurde nur wenige Monate lang produziert und 1912 ohne Nachfolger eingestellt. Es war das letzte Modell dieses Herstellers mit einem Einzylindermotor.
2018 wurde ein erhaltenes Fahrzeug angeboten.